# Dajeong-dong
Dajeong-dong (koreanska: 다정동) är en stadsdel i staden Sejong, Sydkorea. Den ligger 120 km söder om huvudstaden Seoul.